# Мушаріф ад-Даула
Мушаріф ад-Даула (*1003 — 1025) — емір Іраку в 1021—1025 роках. Тронне ім'я перекладається як «Знатність держави». Повне ім'я Мушаріф ад-Даула Абу Алі бен Баха ад-Даула Фіроз.

## Життєпис
Походив з династії Буїдів. Молодший син шахіншаха Бахи ад-Даули. Народився 1003 року. При народженні отримав ім'я Абу Алі. У 1012 році втратив батька. Весь час перебував у Багдаді, де пройшов навчання. У 1021 році за відсутності брата Султана ад-Даули, еміра Іраку та Фарсу, в Багдаді почалося повстання тюркських вояків, що були невдоволені засиллям дейлемітської знаті. Скориставшись цим, Абу Алі очолив повстання проти брата, взявши ім'я Мушаріф ад-Даула. Невдовзі він визнав зверхність Султана ад-Даули, проте зберіг владу над Іраком. Згодом прийняв титул маліка.
У 1022 році змушений був відбивати наступ Султана ад-Даули, який бажав повернути собі владу над Іраком. Мушаріфу вдалося перемогти суперника та звільнитися від залежності. Слідом за цим він прийняв титул шахіншаха. В наступні роки змушений був вправно маневрувати між тюрками та дейлемітами. Також він побоювався надмірного посилення тюркських військ.
Заспокоївши на деякий час війська, Мушаріф ад-Даула рушив проти Какуїдів, що утворили власну державу зі столицею в Ісфагані. Він зумів відвоювати місто Гулван, проте більшого досягти не зміг. У 1024 році було укладено мирний договір з Какуїдами, закріплений шлюбом. Втім, у травні 1025 року емір раптово помер. В результаті влада перейшла до військовиків, які зрештою погодилися на брата померлого Джалал ад-Даулу як нового еміра.